# 20540 Marhalpern
20540 Marhalpern (1999 RV86) là một tiểu hành tinh vành đai chính được Nhóm nghiên cứu tiểu hành tinh gần Trái Đất phòng thí nghiệm Lincoln phát hiện ngày 7 tháng 9 năm 1999 tại Socorro.